# 1124

## Události
- založen piemontský cisterciácký klášter Lucedio

## Narození
- ? – Petronila Akvitánská, sestra Eleonory Akvitánské († po 24. říjnu 1153)

## Úmrtí
- 2. února – Bořivoj II., český kníže (* okolo 1064)
- 24. dubna – Alexandr I. Skotský, skotský král (* cca 1078)
- 22. května – Wiprecht Grojčský, německý šlechtic, přítel, bojovník, rádce a zeť českého krále Vratislava II. (* kolem 1050)
- 13. prosince – Kalixtus II., papež (* ?)
- ? – Hasan-i-Sabbáh, perský vůdce, zakladatel asasínů

## Hlavy států
- České knížectví – Vladislav I.
- Svatá říše římská – Jindřich V.
- Papež – Kalixtus II.
- Anglické království – Jindřich I. Anglický
- Skotsko – Alexandr I. Skotský / David I. Skotský
- Francouzské království – Ludvík VI. Francouzský
- Polské knížectví – Boleslav III. Křivoústý
- Kyjevská Rus – Vladimír II. Monomach
- Uherské království – Štěpán II. Uherský
- Byzantská říše – Jan II. Komnenos
- Dánsko – Niels
- Norsko – Sigurd I.
- Švédsko – Inge II.
- Kastilie – Urraca Kastilská
- Portugalsko – Tereza Kastilská